# Maël-Carhaix
Maël-Carhaix (en bretó Mêl-Karaez) és un municipi francès, situat a la regió de Bretanya, al departament de Costes del Nord. L'any 1999 tenia 1.538 habitants. A l'inici del curs 2007 el 9,8% dels alumnes del municipi eren matriculats a la primària bilingüe.

## Demografia
| 1962                                       | 1968  | 1975  | 1982  | 1990  | 1999  |
| ------------------------------------------ | ----- | ----- | ----- | ----- | ----- |
| 1.919                                      | 2.046 | 1.832 | 1.663 | 1.613 | 1.538 |
| Des de 1962: població sense dobles comptes |       |       |       |       |       |

## Administració
| Període   | Identitat         | Partit        |
| --------- | ----------------- | ------------- |
| 2001-2003 | Joseph Le Guillou |               |
| 2003-2008 | Michel Le Moal    | Divers gauche |
| 2008-     | Michel Henry      |               |

## Personatges il·lustres
- Glenmor, cantautor bretó.